# Răzvan Burleanu

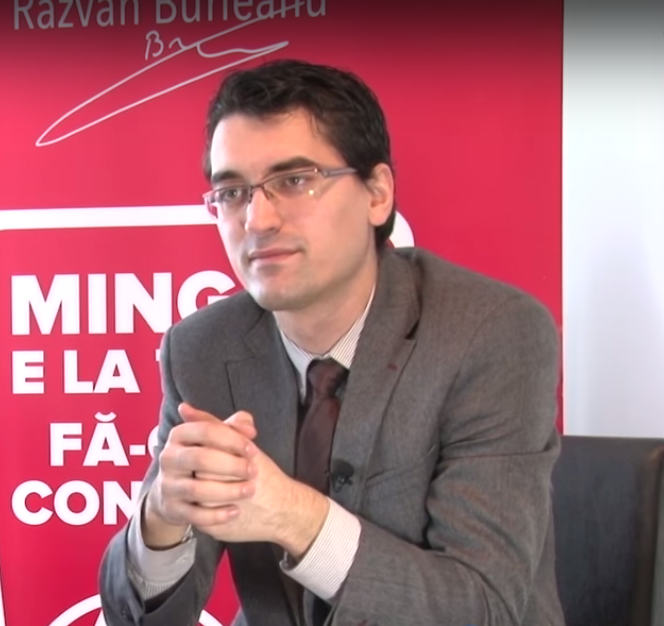
Răzvan Burleanu (2012)

Răzvan Burleanu (* 1. Juli 1984 in Focșani) ist ein rumänischer Fußballfunktionär. Seit dem 5. März 2014 ist er Präsident des rumänischen Fußballverbandes Federația Română de Fotbal. Zudem ist er seit dem 25. März 2012 Präsident der neugegründeten European Minifootball Federation.

## Leben
Er praktizierte Fußball am Zentrum für Kinder und Jugendliche des FCM Bacău. Bis zum 19. Lebensjahr besuchte er die Schiedsrichterschule. Er gab jedoch  den Wettkampfsport auf, um sich dem Studium zu widmen. Er besuchte das  Gheorghe Vrânceanu National College in Bacău. Er studierte an der nationalen Hochschule für Politikwissenschaft und öffentliche Verwaltung in Bukarest. Er schloss sein Studium mit Spezialisierung auf Kurse in Politik und Sicherheitsstrategien an der National Defense University „Carol I“ in Bukarest ab.
Nach dem Studium war er im Rathaus von Bacău, in der Rechtskommission des Parlaments und als Berater für den Präsidenten für Minderheitsangelegenheiten tätig. Am 17. Dezember 2009 bekam er von dem damaligen Staatspräsidenten Traian Băsescu einen Ritterorden. 2013 wurde er zum Vizepräsidenten der World Minifootball Federation gewählt. In dieser Position gewann Rumänien vier aufeinander folgende Europameisterschaften. Bei den Wahlen zum Präsidenten des rumänischen Fußballverbandes am 5. März 2014 gewann er in der zweiten Wahlrunde. Nach der Generalversammlung hatte er mit 113 Stimmen die Mehrheit (der zweite Kandidat, der ehemalige Richter Vasile Avram, erhielt 58 Stimmen) und wurde zum neuen Präsidenten gewählt. Damit war er mit 29 Jahren der jüngste Präsident. Er folgt auf Mircea Sandu, der dieses Amt 24 Jahre ausübte.   
Er ist der Sohn des ehemaligen Spielers von FCM Bacău und Ceahlăul Piatra Neamț, Gheorghe Burleanu.